# Jeronimus Cornelisz
Jeronimus Corneliszoon (Leeuwarden, 1598 – Houtman Abrolhos, 2 oktober 1629) was een uit Friesland afkomstige apotheker en later onderkoopman van de Vereenigde Oostindische Compagnie. Nadat het schip de Batavia voor de kust van West-Australië was vergaan, voerde hij een waar schrikbewind over de overlevenden. Op zijn bevel werden meer dan honderd mensen omgebracht.

## Leven voor de VOC

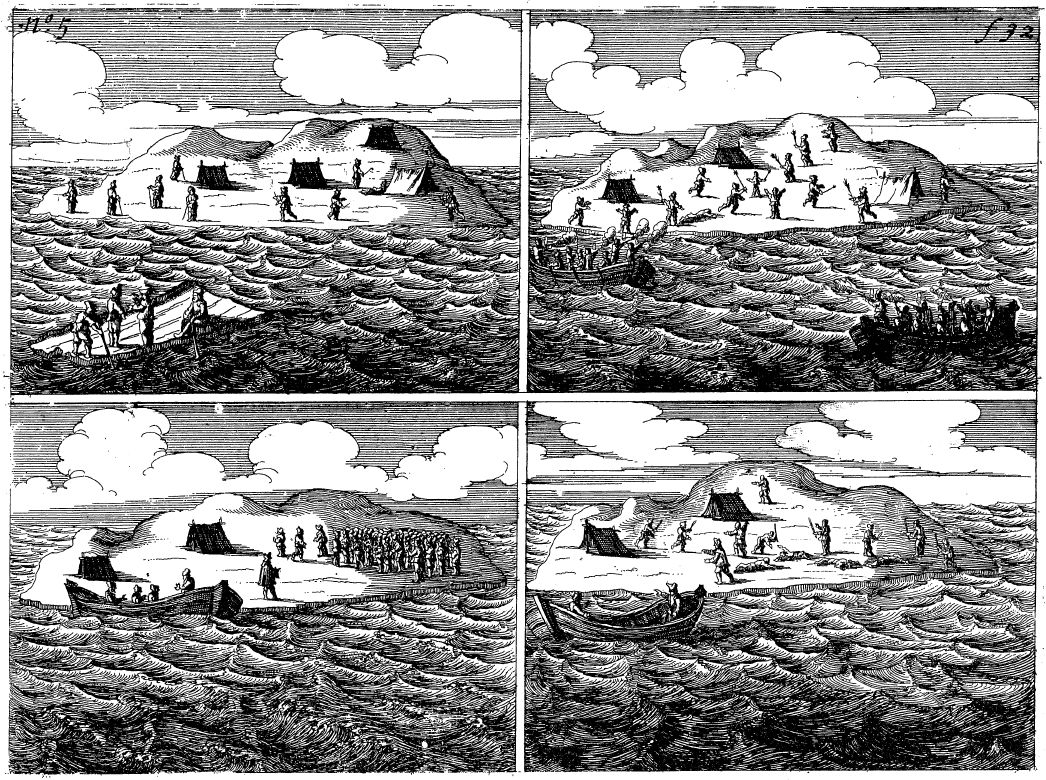
De schipbreukelingen van de Batavia gestrand op de eilanden bij Australië

Jeronimus Cornelisz werd geboren in  Leeuwarden in 1598. Zijn vader, Cornelis Jeroensz, was een apotheker uit Amsterdam, zijn moeder, Sijtske Douwes, kwam uit Leeuwarden, waar ze zich na hun huwelijk vestigden. Tussen 1612 en 1626 woonde het gezin in Dokkum.   
De jonge Jeronimus werd goed opgeleid. Waarschijnlijk bezocht hij in Dokkum de Latijnse School. Hij ging in de leer bij een collega van zijn vader en kwalificeerde zich als apotheker rond het jaar 1623.
Cornelisz verhuisde nu naar de veel grotere Hollandse stad Haarlem, waar hij in de Houtstraat, in de buurt van het centrum van de stad tussen 1624 en 1627 een apotheek opende. Hij werd poorter in Haarlem wat er op kan wijzen dat hij er gerespecteerd was. Halverwege de jaren 20 trouwde hij met Belijtgen Jacobsdr. In november 1627 kregen zij een zoon, maar het kind stierf minder dan drie maanden nadat het in de zorg van een voedster was geplaatst. Als doodsoorzaak werd syfilis vastgesteld. Cornelisz raakte verwikkeld in een juridische procedure tegen de verzorgster, op zoek naar bewijzen dat zijn kind de ziekte van haar had opgelopen en niet van zijn vrouw. Wellicht mede als gevolg van deze onfortuinlijke affaire mislukte kort daarna zijn apotheek. In september 1628 moest hij zijn bezittingen overdragen aan zijn belangrijkste schuldeiser, koopman Loth Vogel. Daarmee kwam een einde aan de apotheek.

## Batavia

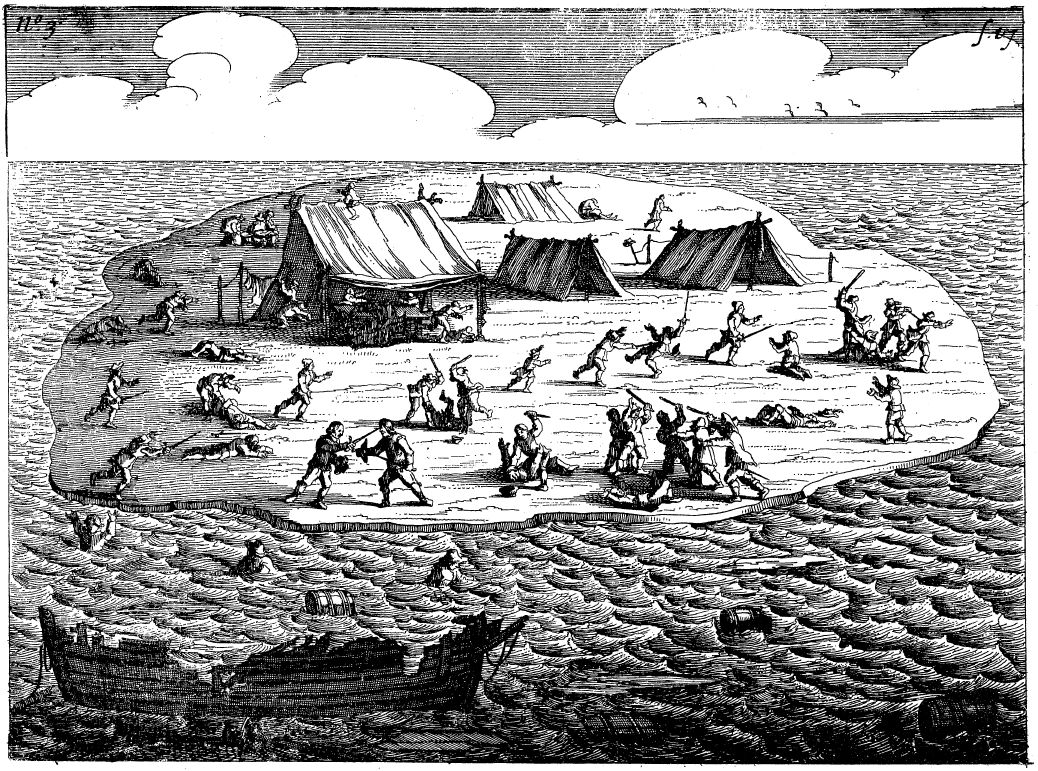
Een van de slachtpartijen

Hoewel dit nooit is bewezen, wordt algemeen aangenomen dat Jeronimus in zijn Haarlemse tijd kennis maakte met de controversiële schilder Johannes van der Beeck (ook bekend als "Johannes Torrentius"), die in 1627-28 eveneens in Haarlem woonde. Torrentius was een libertijn die van ketterij werd beschuldigd. In 1627 werd hij berecht en veroordeeld vanwege zijn geloofsovertuiging. Of Cornelisz al of niet deel uitmaakte van Torrentius' kring, en of hij diens heterodoxe opvattingen deelde, feit is dat hij Haarlem binnen enkele weken na het slot van het proces tegen de schilder verliet. Hij ging naar Amsterdam, waar hij in dienst trad van de Vereenigde Oostindische Compagnie. Hij werd op het gloednieuwe schip Batavia geplaatst, dat in oktober 1628 naar Java zeilde.
Cornelisz' belangrijkste drijfveer om naar de Oost te gaan lijkt de wens te zijn geweest om zijn verlammende financiële positie te herstellen. Tijdens de lange reis raakte hij bevriend met de schipper van de Batavia, Ariaen Jacobsz. Hij en Jacobsz waren ontevreden over de leiding van de commandant van het schip, de koopman Francisco Pelsaert. Ze speelden met de gedachte aan een muiterij. Voordat dit complot echter tot uitvoering kon worden gebracht strandde de Batavia in een archipel van koraaleilanden voor de kust van West-Australië en ging verloren. Meer dan 200 overlevenden konden aan land worden gezet.
Toen Pelsaert en Jacobsz met de enige grote boot op weg gingen naar Java om hulp te halen, bleef Cornelisz als een van hoogsten in rang met bijna alle schipbreukelingen achter op de eilanden. Hij was de belangrijkste verantwoordelijke voor een reeks van wandaden na het vertrek van Pelsaert. Tijdens meerdere slachtpartijen kwamen ongeveer 120 bemanningsleden op gruwelijke wijze om. Door toedoen van Winschoter Wiebbe Hayes werd uiteindelijk erger voorkomen; Cornelisz werd gevangengenomen en ter dood veroordeeld. Zijn beide handen werden afgehakt, waarna hij tezamen met een aantal medemuiters werd opgehangen.
- Biblioteca Nacional de España: XX1643597
- International Standard Name Identifier: 0000 0003 9136 0257
- Library of Congress Control Number: n2001046342
- Nationale Bibliotheek van Israël: 987007430165005171
- Nationale Bibliotheek van Polen: a0000003256283
- Nederlandse Thesaurus van Auteursnamen: 241579716
- Virtual International Authority File: 285152311
- WorldCat: E39PBJdWHrQYk77RWQrHH3xdQq